# Oncideres rubra
Oncideres rubra là một loài bọ cánh cứng trong họ Cerambycidae.